# Akron Firestone Non-Skids 1939-1940
La stagione 1939-40 degli Akron Firestone Non-Skids fu la 3ª nella NBL per la franchigia.
Gli Akron Firestone Non-Skids vinsero la Eastern Division con un record di 19-9. Nei play-off vinsero la finale di division con i Detroit Eagles (2-1), vincendo poi il titolo battendo nella finale NBL gli Oshkosh All-Stars (3-2).

## Roster
| N° | Naz.                   | Ruolo | Sportivo        | Anno | Alt. | Peso |
| -- | ---------------------- | ----- | --------------- | ---- | ---- | ---- |
|    | Stati Uniti (bandiera) | GA    | Jack Ozburn     | 1913 | 185  | 77   |
|    | Stati Uniti (bandiera) | GA    | Howard Cable    | 1913 | 191  | 91   |
|    | Stati Uniti (bandiera) | AC    | John Moir       | 1917 | 188  | 83   |
|    | Stati Uniti (bandiera) | AC    | Jerry Bush      | 1914 | 191  | 91   |
|    | Stati Uniti (bandiera) | C     | Paul Nowak      | 1914 | 196  | 93   |
|    | Stati Uniti (bandiera) | G     | Irving Terjesen | 1915 | 191  | 88   |
|    | Stati Uniti (bandiera) | G     | Bob Hassmiller  | 1916 | 185  | 84   |
|    | Stati Uniti (bandiera) | G     | Tom Wukovits    | 1916 | 180  | 75   |
|    | Stati Uniti (bandiera) | AC    | Harry Sorensen  | 1914 | 193  | 91   |
|    | Stati Uniti (bandiera) | GA    | Tommy O'Brien   | 1916 | 173  | 75   |
|    | Stati Uniti (bandiera) | G     | Paul Tobin      | 1909 | 175  | 77   |

## Staff tecnico
- Allenatore: Paul Sheeks